# Takaši Takabajaši
Takaši Takabajaši (2. srpen 1931 – 27. prosinec 2009) je bývalý japonský fotbalista.

## Reprezentace
Takaši Takabajaši odehrál 9 reprezentačních utkání. S japonskou reprezentací se zúčastnil letních olympijských her 1956.

## Statistiky
| Japonsko | Japonsko | Japonsko |
| Roky     | Záp.     | Góly     |
| -------- | -------- | -------- |
| 1954     | 3        | 2        |
| 1955     | 5        | 0        |
| 1956     | 0        | 0        |
| 1957     | 0        | 0        |
| 1958     | 1        | 0        |
| Celkem   | 9        | 2        |